# 下を向いて帰ろう/RIKISHI-MAN
「下を向いて帰ろう/RIKISHI-MAN」（したをむいてかえろう/リキシマン）は、2013年5月15日に発売された風男塾の10thシングル（両A面シングル）。発売元はインペリアルレコード。

## 概要
収録曲のうち、「下を向いて帰ろう」は、日テレ系の番組『今夜くらべてみました』の2013年5月期のエンディングテーマ、「RIKISHI-MAN」は、日本相撲協会の公認応援ソングとなっている。
メンバーは、武器屋桃太郎、青明寺浦正、緑川狂平、赤園虎次郎、流原蓮次、瀬斗光黄、愛刃健水、雪村涼真。

## 収録曲

### 通常盤
1. 下を向いて帰ろう
  - 作詞・作曲：はなわ/編曲：成田忍
2. RIKISHI-MAN
  - 作詞：HANAWA/作曲：Jussi Nikula・Hank Solo・Tom Aeio/編曲：Jussi Nikula・arrow
3. じゃあね
  - 作詞・作曲：磯貝サイモン/編曲：成田忍

- 4〜6トラック目は、それぞれ上記3曲のインストゥルメンタル曲となっている。

### 限定盤
- 限定盤A（「下を向いて帰ろう」ミュージックビデオ収録のDVD付き）

1. 下を向いて帰ろう
2. RIKISHI-MAN

- 限定盤B（上記限定盤Aのミュージックビデオのメイキング映像収録のDVD付き）

1. RIKISHI-MAN
2. 下を向いて帰ろう

- イベント限定盤A（CDのみ）

1. 下を向いて帰ろう
2. RIKISHI-MAN
3. じゃあね

- イベント限定盤B（CDのみ）

1. RIKISHI-MAN
2. 下を向いて帰ろう
3. じゃあね